# Czarna biżuteria

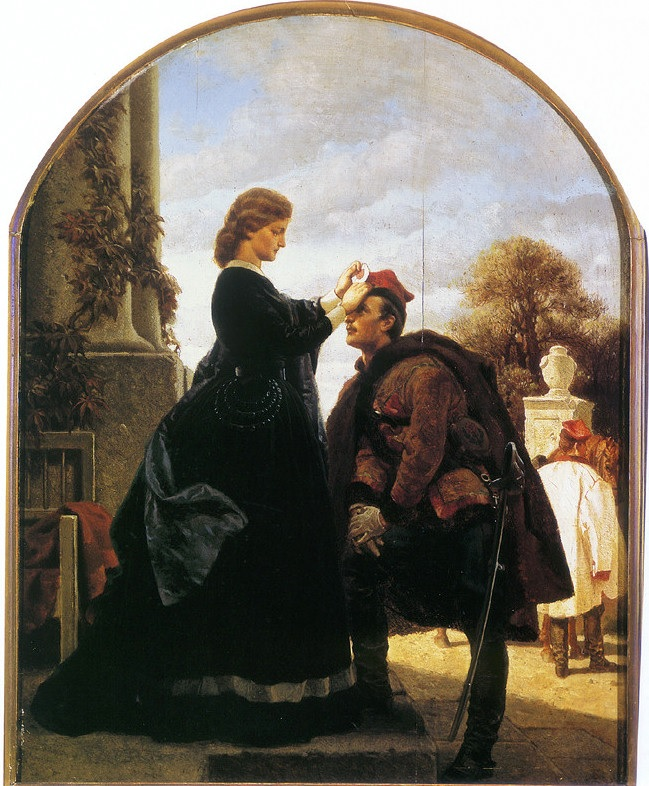
Polka w żałobie narodowej na obrazie Artura Grottgera Pożegnanie powstańca

Czarna biżuteria – biżuteria w kolorze czarnym, która w Polsce ma charakter symboliczny, co nie występuje na taką skalę w żadnym innym kraju.  Od okresu poprzedzającego wybuch powstania styczniowego była noszona jako biżuteria patriotyczna. Po upadku powstania była wyrazem żałoby narodowej. Zachowała takie znaczenie i bywała stosowana w różnych formach do czasów współczesnych. Była równocześnie ozdobą stroju, wyrazem patriotyzmu i środkiem porozumienia społecznego.  
Biżuteria z lat 1861–1862, m.in. przechowywana w Muzeum Cystersów w Wąchocku (krzyżyki, obrączki, pierścionki, broszki, klamry, spinki do mankietów i krawatów), była wykonana z tanich materiałów (oryginalna w wielu przypadkach została przekazana na rzecz powstańców), jak na przykład z patynowanego na czarno (oksydowanego) żelaza, ołowiu, plecionek z włosów ludzkich lub włosia końskiego, drewna. Zawierała znaki symbolizujące wierność Polaków „Bogu i Ojczyźnie”. Powszechnie noszone były żeliwne krzyżyki różnej wielkości, z datami dziennymi manifestacji.